# Frank Abbinanti
Frank Abbinanti   (Chicago, 1949) és un compositor, pianista i trombonista nord-americà.
Abbinanti va prendre classes privades de trombó amb Frank Crisafulli (1916–1998) a Chicago de 1964 a 1968 i va estudiar piano a l'"American Conservatory of Music". Quan era adolescent, va experimentar amb formes compositives aleatòriques a imitació de John Cage.